# Sulu pescadori
Sulu pescadori is een haft uit de familie Leptophlebiidae. De wetenschappelijke naam van de soort is voor het eerst geldig gepubliceerd in 1993 door Grant & Peters.
De soort komt voor in het Oriëntaals gebied.